# Hydropsyche sabronensis
Hydropsyche sabronensis is een schietmot uit de familie Hydropsychidae. De soort komt voor in het Australaziatisch gebied.